# Reg Sutton
Reginald James Curshing Sutton, detto Reg (Londra, 10 maggio 1909 – Sydney, 31 luglio 1994), è stato un nuotatore e pallanuotista britannico.
Ha disputato come nuotatore le Olimpiadi di Amsterdam 1928 e di Los Angeles 1932, mentre come pallanuotista, ha disputato i Giochi di Berlino 1936.
Ai Giochi di Amsterdam 1928 finì sesto con la squadra britannica nella staffetta 4 × 200 metri stile libero, mentre nella gara dei 100 metri stile libero è stato eliminato al primo turno.
Ai Giochi di Los Angeles 1932 è stato membro della squadra britannica che è arrivata quinta con la squadra britannica nella staffetta 4 × 200 metri stile libero ai Giochi del 1932. Ha anche nuotato nei 100 metri stile libero, ma è stato nuovamente eliminato al primo turno.
Ai Giochi di Berlino 1936, ha fatto parte della squadra britannica di pallanuoto che finì ottava, giocando tutte e sette le partite.
Agli Empire Games del 1934 fu membro della squadra inglese che vinse la medaglia d'argento nella competizione 4×200 yard stile libero.